# (20861) Lesliebeh
(20861) Lesliebeh – planetoida z pasa głównego asteroid okrążająca Słońce w ciągu 4 lat i 89 dni w średniej odległości 2,62 j.a. Została odkryta 1 listopada 2000 roku w programie LINEAR. Przed nadaniem nazwy planetoida nosiła oznaczenie tymczasowe (20861) 2000 VX34.